# Arnaldo Pambianco
Arnaldo Pambianco (Bertinoro, 16 de agosto de 1935 - Bertinoro, 6 de julio de 2022) fue un ciclista italiano, profesional entre los años 1956 y 1966.

## Carrera deportiva
Después de una serie de resultados prometedores como amateur (7º en la prueba de ruta de los Juegos Olímpicos de Melbourne, vencedor del Campeonato de Italia de ruta y subcampeón del mundo en 1957), pasa a categoría profesional en 1958. Durante los primeros años, actuó principalmente como gregario de Ercole Baldini y Gastone Nencini, a pesar de lo cual logró terminar 7º en el Giro de Italia y el Tour de Francia 1960.
En la edición del Giro del año siguiente, consiguió meterse en una escapada en la 14.ª etapa y se hizo con la maglia rosa. En los días siguientes, consiguió defender el liderato ante los ataques continuos de Anquetil, Gaul y Van Looy, logrando así ganar el Giro de Italia sin ganar ninguna etapa. Durante los años siguientes, finalizó 5º en el Campeonato mundial de 1962 y venció en la Flecha Brabançona, pero no logró igualar éxitos anteriores.

## Palmarés
1957
- Campeonato Mundial de Ciclismo en Ruta de 1957

1960
- Milán-Turín

1961
- Giro de Italia
- 2.º en el Campeonato de Italia en Ruta

1963
- 1 etapa del Giro de Italia

1964
- Flecha Brabançona

## Resultados en Grandes Vueltas y Campeonatos del Mundo
| Carrera         | 1957 | 1958 | 1959 | 1960 | 1961 | 1962 | 1963 | 1964 | 1965 | 1966 |
| --------------- | ---- | ---- | ---- | ---- | ---- | ---- | ---- | ---- | ---- | ---- |
| Giro de Italia  | -    | 27º  | Ab.  | 7º   | 1º   | Ab.  | 13º  | 13º  | 19º  | 35º  |
| Tour de Francia | -    | -    | -    | 7.º  | -    | 25.º | -    | 21.º | 19.º | -    |
| Vuelta a España | -    | -    | -    | -    | -    | -    | -    | -    | -    | -    |